# Franz Brulliot

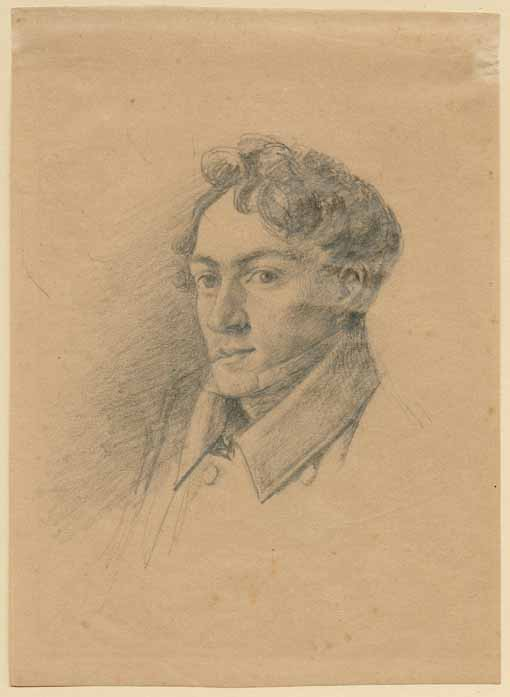
Porträt Franz Brulliot, gezeichnet von Dietrich Monten, um 1820

Franz Josef Augustinus Brulliot (* 16. Februar 1780 in Düsseldorf; † 13. November 1836 in München) war ein deutscher Maler, Kupferstecher und Kunsthistoriker.

## Leben
Franz Brulliot war Sohn des Kunstprofessors Joseph Brulliot und seiner Frau Anna Katharina Sophie Lucas aus Köln († 1785). Er erhielt seine Ausbildung von seinem Vater und dem Direktor der Kunstakademie Düsseldorf Johann Peter Langer. In dieser Zeit begann er mit dem Kupferstechen und besuchte die Kunstakademie. Aufgrund der Berufung seines Vaters nach München kam er 1805 dorthin. Er wurde 1808 Gehilfe unter einem Direktor Schmid am Münchner Kupferstichkabinett und begann mit der Katalogisierung der Bestände. Am 11. Dezember 1811 schrieb er sich an der neueröffneten Akademie der Bildenden Künste München für das Fach Zeichnen ein.
Brulliot wendete sich zunehmend von der praktischen künstlerischen Arbeit ab und widmete sich dem Studium der Kupferstichkunde. Er beschäftigte sich mit Kunstgeschichte und bereiste die größeren Städte Deutschlands, Italiens, Frankreichs und der Niederlande. 1822 stieg er zum Inspektor des Kupferstichkabinetts auf, womit er Leiter des Kabinetts wurde. In dieser Zeit tätigte er diverse bedeutende Zukäufe für das Kabinett. Außerdem veröffentlichte er Fachschriften.
1815 heiratete Franz Brulliot Josephine von Lajolais aus Weißenburg und hatte mit ihr sieben Kinder.
Sein Sohn Robert Brulliot wurde der Nachfolger seines Vaters als Direktor der Kupferstichsammlung. Sein Sohn Karl Johann Brulliot war Jurist, Sänger und Schauspieler.
Franz Brulliot starb 1836 an der Cholera im Alter von 56 Jahren in München.

## Grabstätte

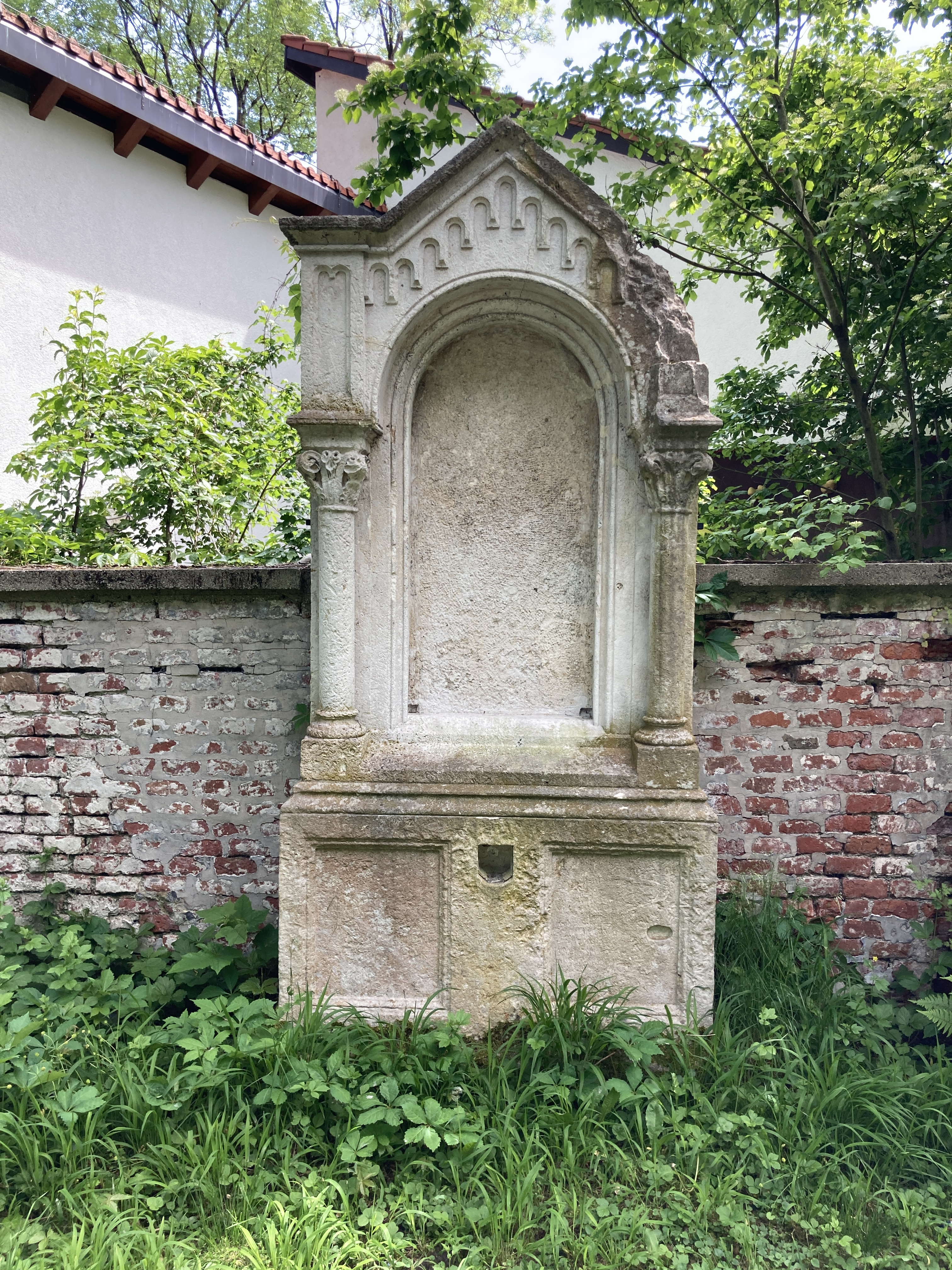
Grab von Franz Brulliot auf dem Alten Südlichen Friedhof in München

Die Grabstätte von Franz Brulliot befindet sich auf dem Alten Südlichen Friedhof in München (Mauer Links Platz 290 bei Gräberfeld 11) Standort.

## Schriften (Auswahl)
- Catalogue Raisonné Des Estampes Du Cabinet De Feu Mr. Le Bar. D’Aretin Conseiller D’État Et Ministre De S. M. Le Roi De Bavière A La Diète De Francfort. 2 Bände. Rösl, München 1827 (Digitalisate: Bd. 1, Bd. 2).
- Table générale des Monogrammes. Zeller, München 1820.
- Dictionnaire des monogrammes, marques figurées, lettres initiales, noms abrégés etc. 3 Bände, 2. Auflage. Cotta, München 1832–1834 (Digitalisate: Bd. 1, Bd. 2, Bd. 3).
- Verzeichnis der Kupferstich- und Zeichnungs-Sammlung des zu München verstorbenen Herrn Rechnungs-Commisair Philipp Popp. München 1834.